# Penney de Jager

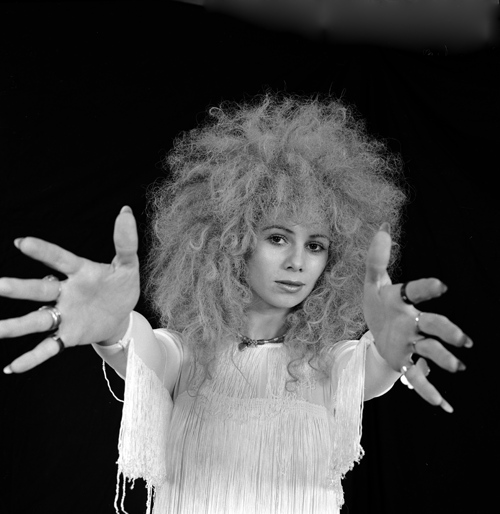
Penney de Jager, 1970

Wilhelmina Maria (Penney/Penny) de Jager (* 2. Januar 1948 in Utrecht) ist eine niederländische Tänzerin, Choreografin und Sängerin.

## Lebenslauf
Nach ihrer Ausbildung an der Scapino-Ballet-Akademie wurde De Jager vom Het Nationale Ballet aufgenommen. In den Niederlanden wurde sie jedoch durch ihren Tanz und ihre Choreografie für AVROs Toppop (1970–1985) bekannt. Sie gründete das „Penney de Jager Ballet“ (später auch „Holland Show Ballet“ genannt) und leitete eine Showtanzschule in Utrecht. Im Jahr 1975 tanzte De Jager im Musikvideo zum Lied Quiero des spanischen Sängers Julio Iglesias.
De Jager war 1971 kurz mit dem Keyboarder Rick van der Linden (1946–2006) verheiratet. Aus dieser Verbindung stammt ein Sohn (Rick). Einen zuvor geborenes Kind gab sie kurz nach der Geburt an US-amerikanische Pflegeeltern. Später zog sie zu ihrem Sohn David in die USA, wo sie u. a. mehrere Werbespots und Musikvideos choreografierte. Als sie nach einem Heimaturlaub 2008 Probleme hatte, wieder in die USA zurückzukehren, lebt sie wieder in den Niederlanden (in der Gemeinde Stichtse Vecht) und arbeitet an verschiedenen Tanz- und Aerobic-Projekten.
2014 erhielt sie die Auszeichnung Orden von Oranien-Nassau („Ritter“) für ihren Einsatz für ältere Mitbürger und den Tanz in den Niederlanden.